# Zespół dworski w Garlicy Murowanej
Zespół dworski w Garlicy Murowanej – zespół dworski z 2. połowy XVIII wieku oraz z XIX wieku w Garlicy Murowanej w powiecie krakowskim, wpisany do rejestru zabytków nieruchomych województwa małopolskiego. W skład zespołu dworskiego wchodzi: dwór, lamus, spichlerz, brama wjazdowa i park.
Lamus powstał na początku XVII w. Pierwotnie był on budynkiem bramnym drewnianego dworu. Z czasem został przystosowany do pełnienia funkcji lamusa, a bramę zamurowano. W XIX w. wzniesiono obok klasycystyczny dwór dziś już nieistniejący. Na początku XX w., nowy właściciel – Towarzystwo Ogrodnicze dokonano kolejnej przebudowy. W dawnym budynku gospodarczym przebudowanym w latach 90. XX w. znajduje się dzisiaj biuro gospodarstwa eksperymentalnego Akademii Rolniczej w Krakowie.
Lamus jest niewielkim, piętrowym budynkiem, na planie kwadratu. Zwieńczony jest dachem namiotowym, krytym dachówką. Na piętro prowadzą zewnętrzne, drewniane schody z galeryjką. Od tyłu lamusa wyraźnie widoczny jest duży, rustykowany portal. Jest on pozostałością po przejeździe. Okna posiadają bardzo skromne, kamienne obramienia renesansowe. Wewnątrz, na parterze i na piętrze, znajdują się dwa pomieszczenia. Dolne (dawna sień) posiada sklepienie kolebkowe, na piętrze strop jest płaski, drewniany.

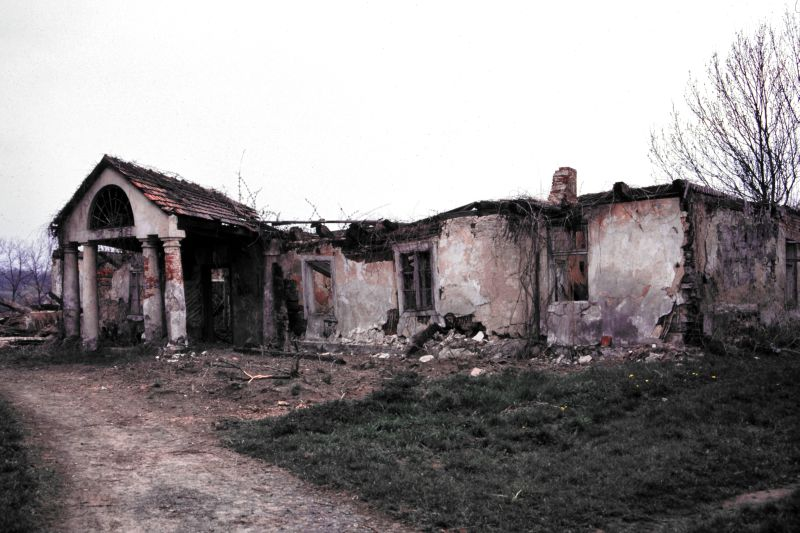
Dwór w Garlicy Murowanej k/Krakowa stan z 1997

Dawny dwór z XIX w. został zniszczony w latach 70. i 80. XX w. przez ówczesnego właściciela zespołu dworskiego Akademię Rolniczą w Krakowie. Popadający w ruinę dwór został rozebrany w 1998. Do dzisiaj zachował się dawny budynek bramny zamieniony w lamus oraz XVII/XVIII w. brama z przylegającym do niej spichlerzem.
Dwór w swej architekturze był bardzo podobny do dworu w Glanowie.
Do dworu przylega klasycystyczna brama wjazdowa z XVIII w.
Obiekt został wpisany do rejestru zabytków nieruchomych Wojewódzkiego Urzędu Ochrony Zabytków w Krakowie.